# Lords of Black
Lords of Black est un groupe espagnol de hard rock, originaire de Madrid.

## Histoire

### Débuts (2014–2015)
Tony Hernando, guitariste de rock renommé en tant qu'artiste solo et également guitariste et coproducteur du groupe Saratoga entre 2007 et 2013, forme Lords of Black avec Ronnie Romero et Dani Criado avec une approche totalement internationale et dans un style metal contemporain mais à la fois classique, progressif et mélodique. Andy C., batteur et ancien partenaire de Tony Hernando à Saratoga, rejoint rapidement le projet et des mois de travail commencent pour la composition, les arrangements, la production et l'enregistrement avec le guitariste et producteur Roland Grapow (Masterplan, Helloween). Le premier album au titre éponyme Lords of Black sort en mai 2014, et la réaction du public et de la critique en fait rapidement l'une des sorties les plus marquantes de l'année dans son style.
Le premier album du groupe, au titre éponyme, comprend douze chansons plus une Introduction instrumentale. Cet album combine des riffs puissants et des structures élaborées aux côtés d'harmonies et de tournures progressives et symphoniques, sur des paroles et des sujets variés. L'album est coproduit par Tony Hernando et Roland Grapow, ce dernier étant également chargé du mixage et du mastering dans ses Grapow Studios en Slovaquie. Les titres phares sont Lords of Black, Nothing Left to Fear, The Grand Design, At the End of the World, des chansons avec des mélodies comme The World that Came After, Would You Take Me, Forgive or Forget, Too Close to the Edge, ainsi que des chansons plus épiques comme The Art of Illusion, Part I, Smoke and Mirrors, Part II, The Man from Beyond et l'énorme morceau épique qui clôt l'album et qui dure presque dix minutes When Everything is Gone.
Dès les premiers concerts, avec des invitations spéciales de groupes de renommée internationale tels que Gotthard, Unisonic et Helloween, Lords of Black se confirme également comme groupe de scène, augmentant sa notoriété à la fois parmi les fans et au sein de la scène professionnelle internationale. Cependant, pendant la production du nouvel album en 2015, Ritchie Blackmore annonce son retour au rock avec un nouveau line-up Rainbow, avec Ronnie Romero comme nouveau chanteur, et fait que Lords of Black soit enfin découvert dans le monde entier, le groupe étant signé par Frontiers Records, avec lequel ils sortent leur nouvel album Lords of Black II dans le monde entier en mars 2016, et une fois de plus, le public et la critique soulignent l'œuvre comme l'une des meilleures sorties de l'année.

### II(2016–2017)
Début 2016, le groupe signe un contrat avec le prestigieux label italien Frontiers Records, sous lequel ils sortent leur deuxième album, intitulé II. Pour sa création, ils utilisent la même formule que leur travail précédent, avec Tony Hernando et Roland Grapow en tant que coproducteurs, et à nouveau Grapow chargé du mixage audio et du remastering dans ses propres studios Grapow, en Slovaquie. II n'est pas seulement la continuation de leur premier album, avec des chansons expérimentales comme signe d'identité, présenté avec une approche et une production différentes, plus directes, plus accessibles à la première écoute, une conséquence — selon les propres mots de Tony Hernando — de l'expérience live avec l'album précédent et de la réaction des fans aux chansons. 
Avec l'album II, Lords of Black se consolide sur la scène internationale comme l'un des nouveaux groupes les plus intéressants et tourne pendant près d'un an, sur différentes scènes, soit en tête d'affiche, soit en tant qu'invités en tournée avec d'autres artistes, comme c'est le cas avec Axel Rudi Pell en septembre 2016. Ils jouent également pour la première fois et avec grand succès au Japon au festival Loud Park, et au prestigieux Prog Power USA à Atlanta, aux États-Unis.

### Icons of the New Days(2018–2019)
Tout au long de l'année 2017, le groupe se prépare à écrire et à produire le troisième album, conscient de son importance et de la « dynamique » ascendante créée jusqu'alors. Le nouvel album, intitulé Icons of the New Days, voit enfin le jour le 11 mai 2018, précédé de deux singles et vidéos Icons of the New Days et World Gone Mad, et devient lui aussi un succès critique et public,, Cependant, et après seulement deux concerts durant l'été de la même année (en première partie d'Ozzy Osbourne et de Judas Priest), le groupe ne part pas en tournée pour soutenir le nouvel album, et après plusieurs mois avec peu ou pas d'activité publique, le 3 janvier 2019, le vocaliste Ronnie Romero annonce son départ du groupe par le biais d'une brève déclaration sur leurs réseaux sociaux. 
Le 13 février 2019, le groupe annonce l'arrivée d'un nouveau vocaliste, l'Argentin Diego Valdez (Helker, Dream Child), et le groupe annonce le début de la production d'un nouvel album et l'apparition sur scène au festival Leyendas del Rock (août 2019) comme présentation du nouveau vocaliste. Cependant, lors de ce festival et à la surprise générale, non seulement Diego Valdez se produit en tant que vocaliste, mais le Croate Dino Jelusic (Animal Drive, Trans-Siberian Orchestra) prend en charge la majeure partie du spectacle en tant que chanteur et frontman, tandis que Matt De Vallejo prend le relais à la batterie en remplaçant Andy C.

### Autres albums (depuis 2020)
Après la prestation du groupe au festival Leyendas del Rock en août 2020 avec un nouveau line-up surprenant, le groupe traverse à nouveau quelques mois de faible activité publique, à l'exception d'une vidéo teaser dans laquelle ils annoncent le titre du nouvel album attendu et une date de sortie indéterminée pour 2020. Le titre de l'album est Alchemy of Souls Part. I. Le 11 mai 2020, après plusieurs semaines d'intense activité sur les réseaux du groupe, on confirme ce que beaucoup anticipaient et on présente le retour du chanteur Ronnie Romero, avec deux vidéos acoustiques enregistrées par Ronnie Romero et Tony Hernando à distance en raison de l'état de quarantaine pendant la pandémie de Covid-19. La nouvelle est accueillie de manière spectaculaire par les fans du groupe et bénéficie d'une large couverture dans les médias nationaux et internationaux.
Le groupe confirme la fin de la production du nouvel album Alchemy of Souls Pt. I, non seulement avec Ronnie Romero au chant, mais aussi avec un nouveau batteur dans les rangs du groupe : Jo Nunez (Firewind, Marty Friedman, ex-Kamelot). En 2021, le groupe sort son clip Bound to You. Plus tard, en mai 2024, le groupe sort son album Mechanics of Predacity.

## Membres

### Membres actuels
- Tony Hernando - guitare (depuis 2014)
- Ronnie Romero - voix (2014–2019, depuis 2020)
- Dani Criado - basse (depuis 2017)
- Jo Nunez - batterie (depuis 2020)

### Anciens membres
- Víctor Durán - basse (2014–2015)
- Javier García - basse (2016–2017)
- Andy C. (Andrés Cobos) - batterie (2014–2019)
- Diego Valdéz - voix (2019)

## Discographie

### Albums studio
- 2014 : Lords of Black
- 2016 : II
- 2018 : Icons of the New Days
- 2020 : Alchemy of Souls, Part 1
- 2021 : Alchemy of Souls, Part 2
- 2024 : Mechanics of Predacity